# ستيفي ونايت
ستيفي ونايت (بالإنجليزية: Stevie Knight)‏ هو مصارع هاوي بريطاني، ولد في 4 فبراير 1976 في غريمسبي ‏ في المملكة المتحدة.